# 아스트라 주식회사
아스트라 주식회사(이탈리아어: Astra S.p.A., Anonima Sarda Trasporti)는 이탈리아의 자동차 메이커이다.
본래 1946년에 설립한 마리오 베르투치(이탈리아어: Mario Bertuzzi)가 TRA 스포츠(이탈리아어: TRA SPORT)로 회사를 설립 했으며 1982년에 40톤 트럭을 제작했다. 1986년에 이베코에 인수되어 현재에 이르고 있다. 이 회사의 경우 주로 트럭을 제조하는 회사로 그 외에도 군용 트럭을 제조한다.

## 사진

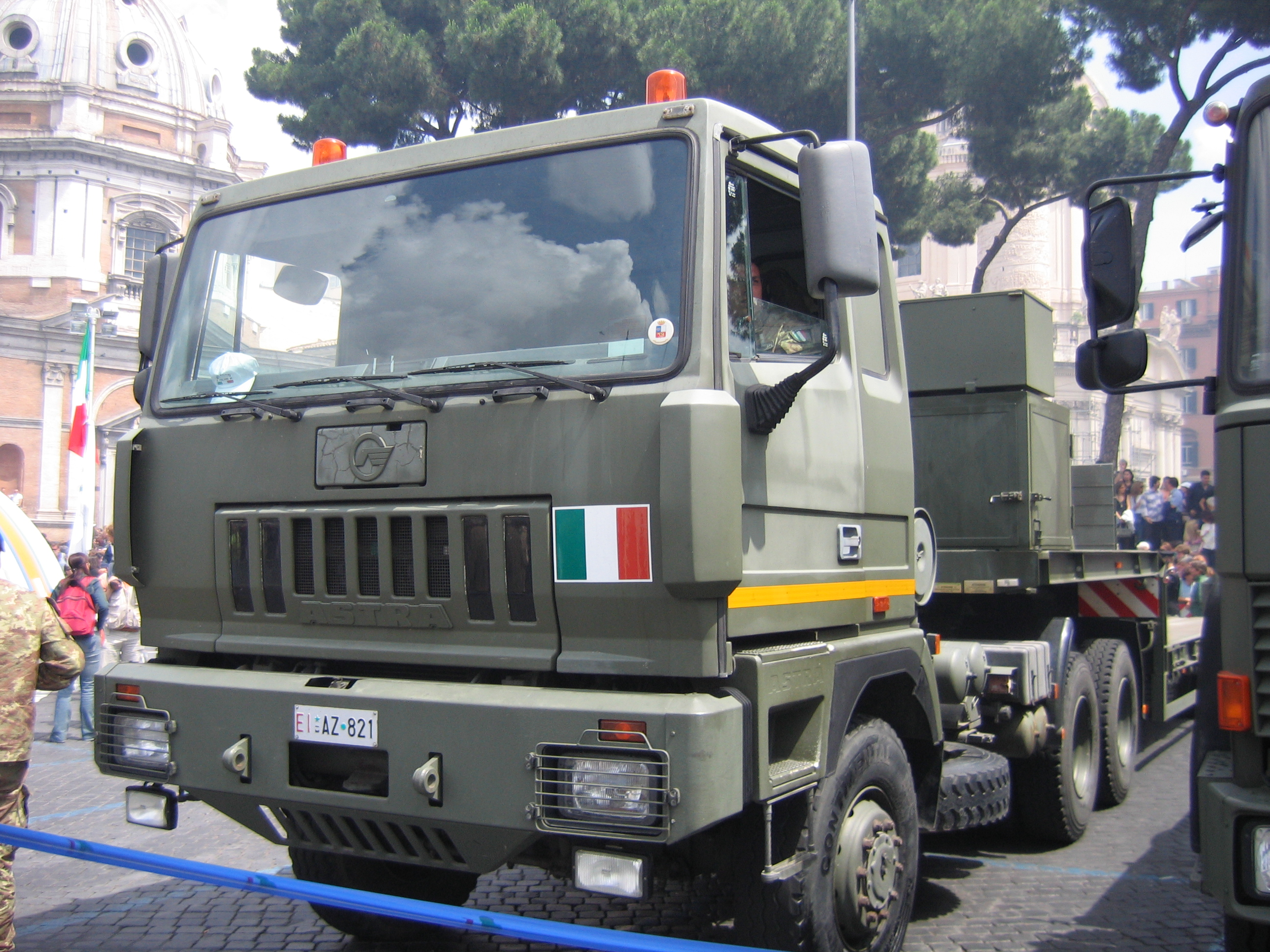
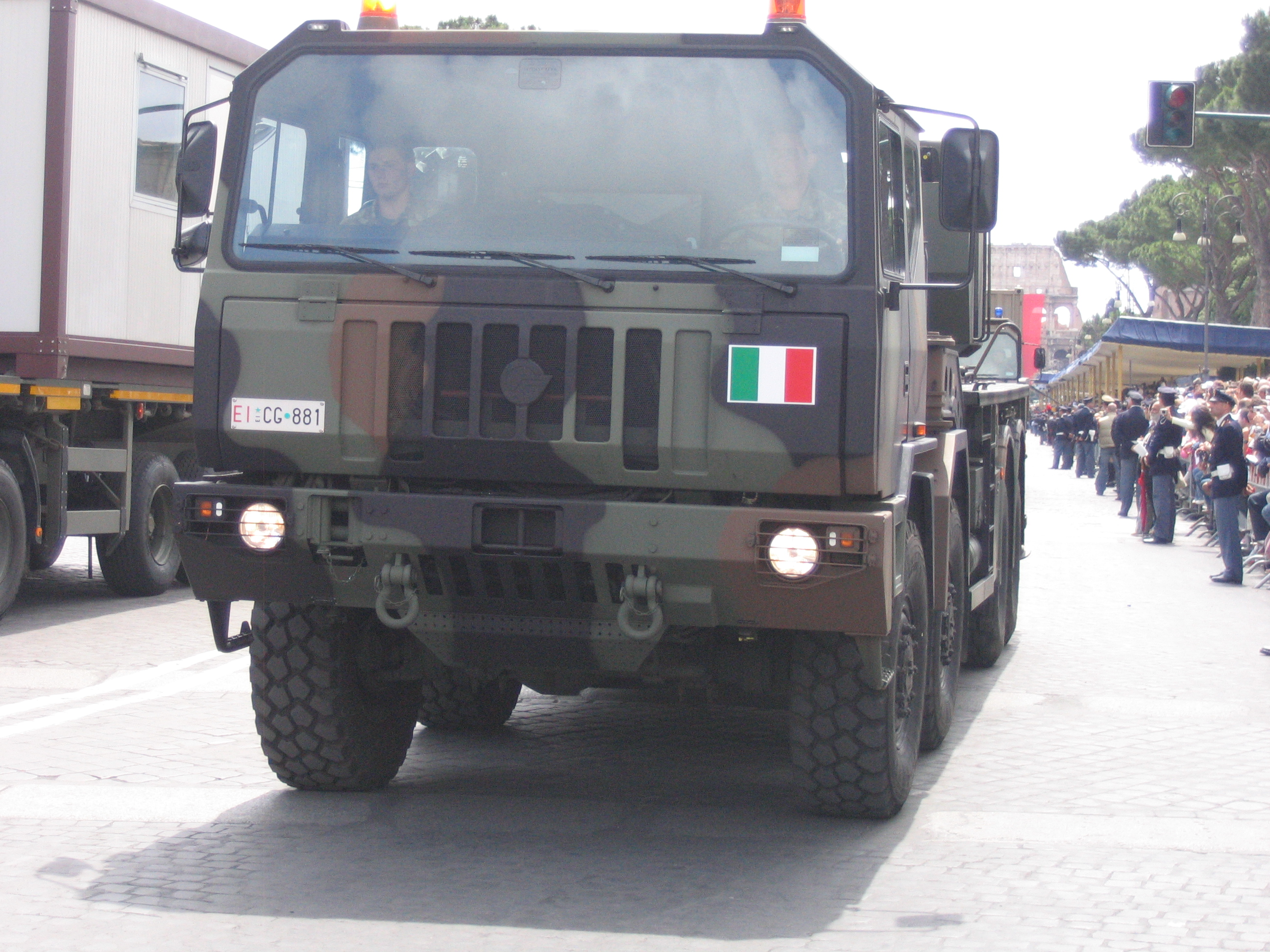
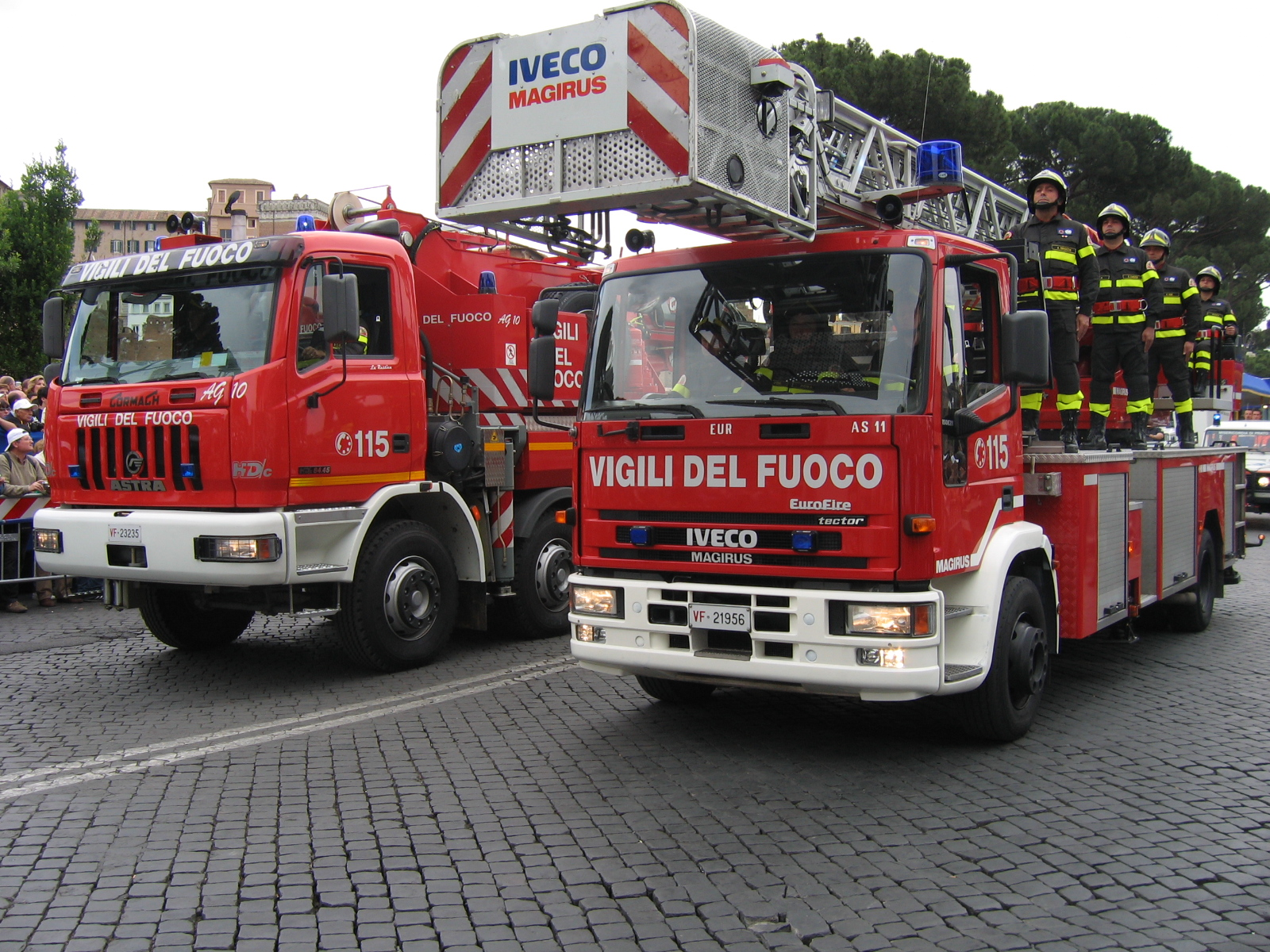